# Galeata
Galeata és un municipi situat al territori de la província de Forlì-Cesena, a la regió de l'Emília-Romanya, (Itàlia).
Galeata limita amb els municipis de Civitella di Romagna, Predappio, Premilcuore, Rocca San Casciano i Santa Sofia.

## Galeria

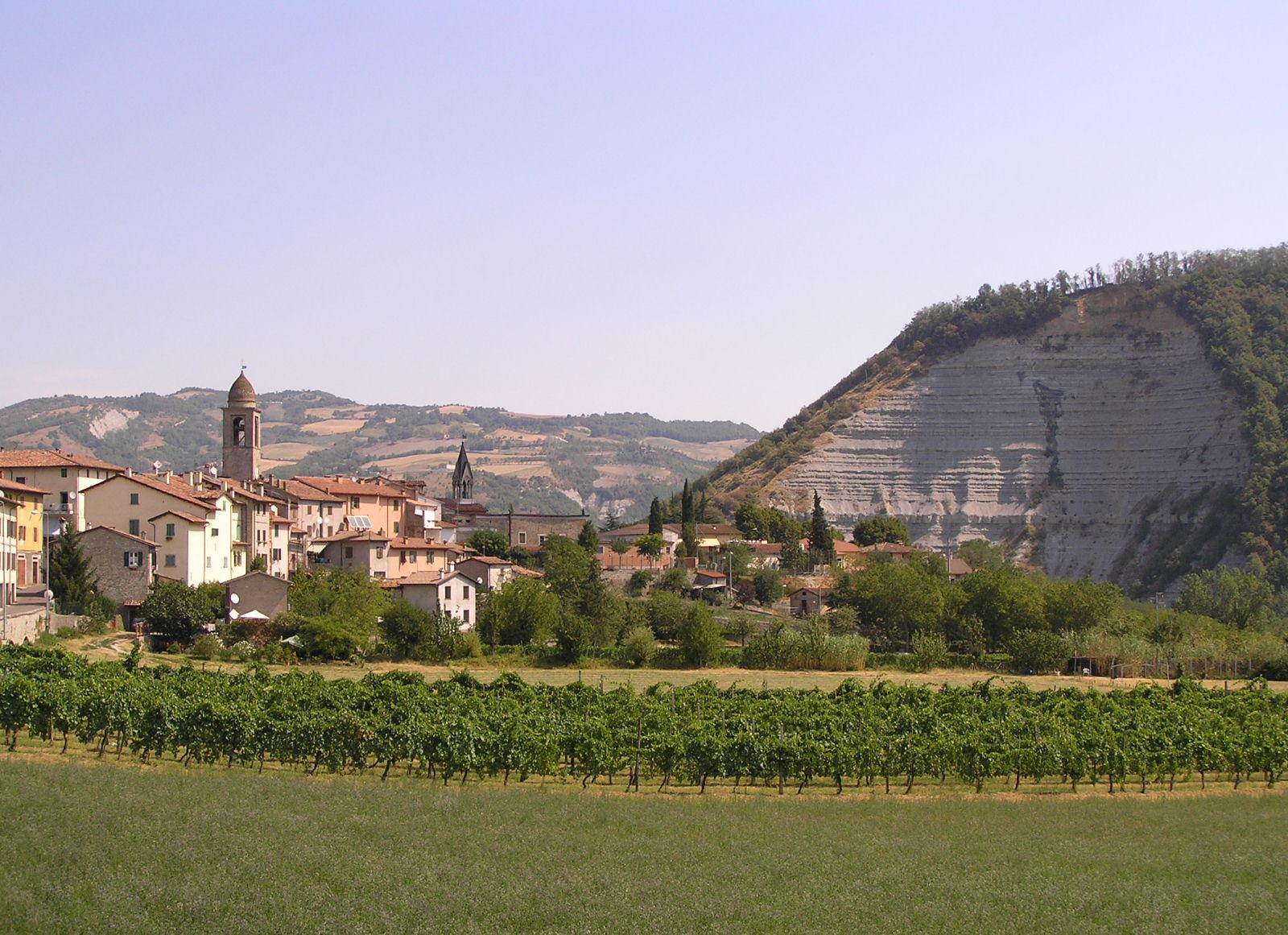
Vista de Galeata
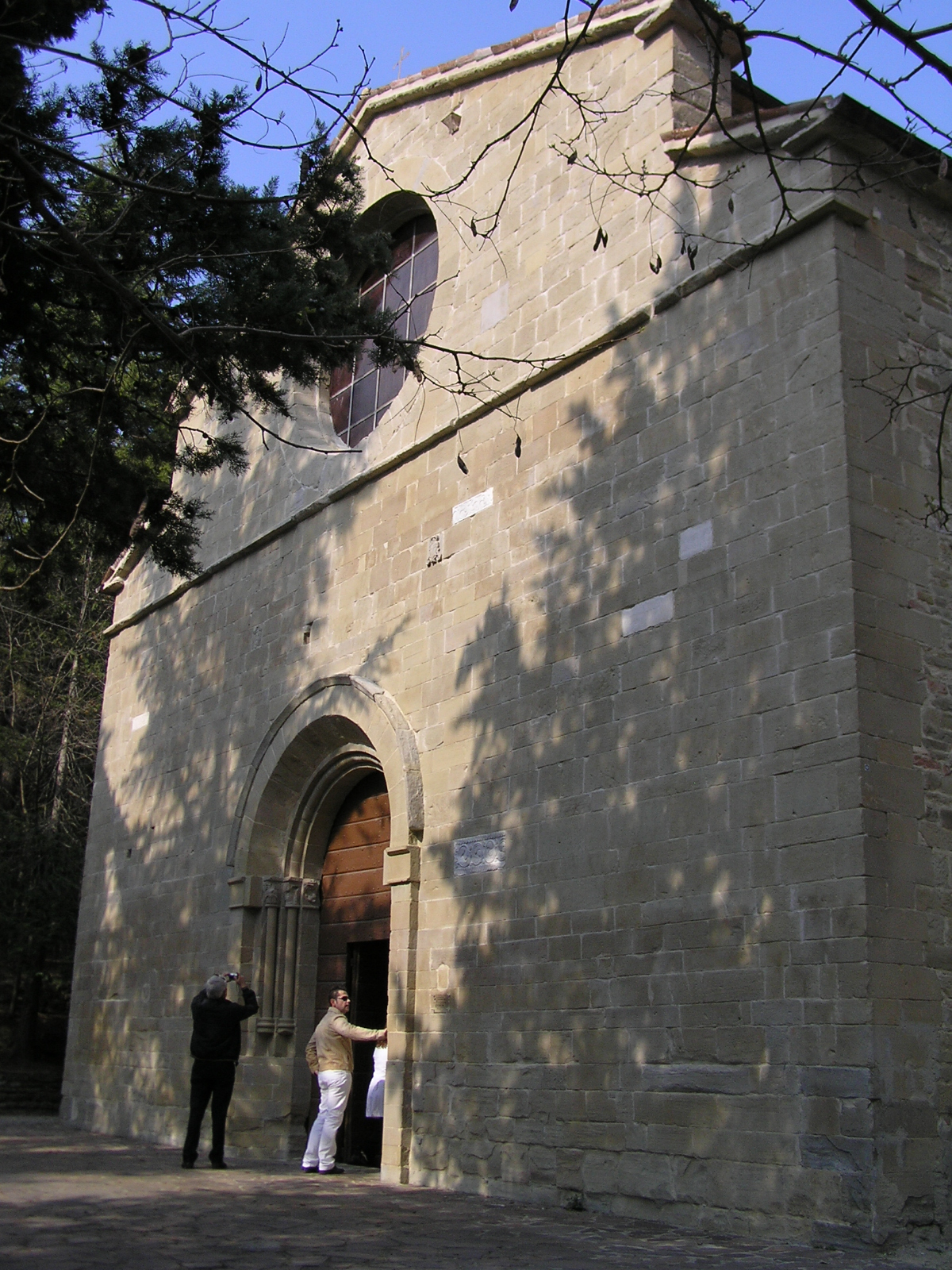
Abadia de Sant Ellero
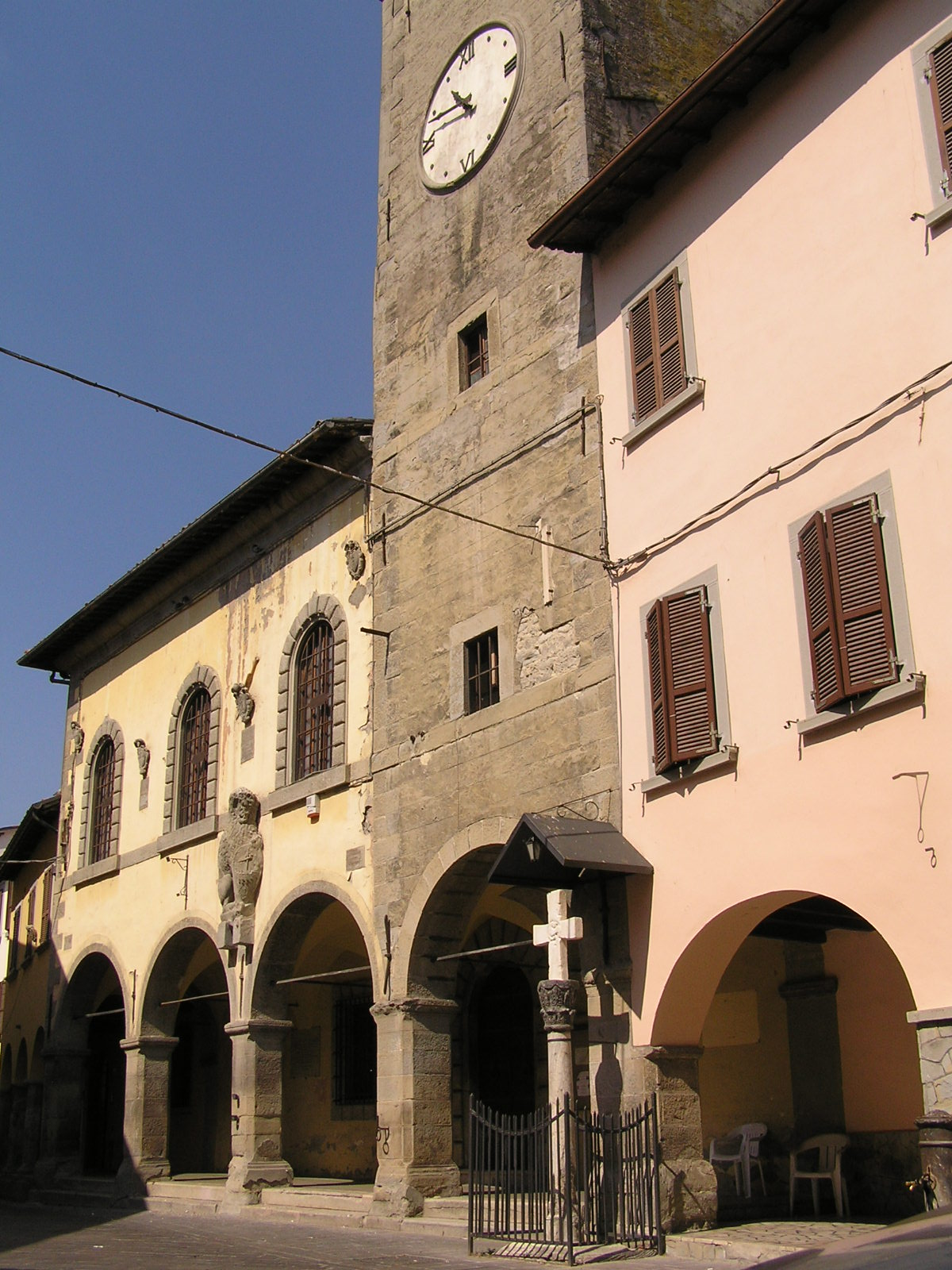
Palazzo Podesta